# Shenyang J-6
Shenyang J-6 (кит.: 歼-6; експортне позначення F-6) (за кодифікацією НАТО: Farmer) — 
китайський винищувач МіГ-19, який виготовляли за ліцензією.
Наприкінці 1950-х років Радянський Союз передав Китаю документацію для виробництва МіГ-19П,— всепогодного перехоплювача з РЛС. Перший літак китайського виробництва вперше піднявся в повітря в 1958. Серійний випуск J-6 був освоєний на заводі в Шеньяні. Літак модернізувався і, незважаючи на моральне старіння, перебував у Китаї на бойовому чергуванні до кінця 1990-х років, а як навчальний — до 2010.
Офіційно знятий з озброєння 12 квітня 2010.

## Експлуатанти

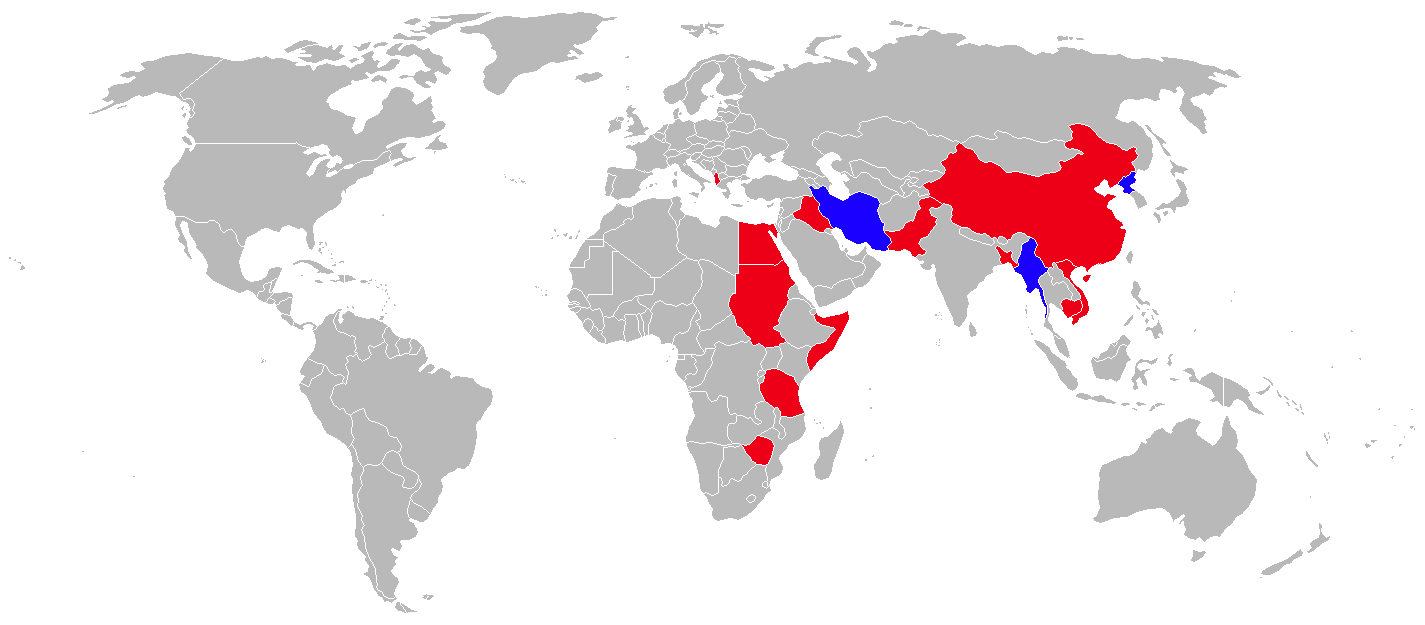
Оператори J-6 станом на 2010 р. (колишні оператори у червоному)

На даний час є 3 активні оператори J-6 із 15 експлуатантів за всю історію.
 Іран
- ВПС Ірану — на озброєнні перебуває 18 літаків

 М'янма
- ВПС М'янми — використовуються в ролі штурмової авіації

 Північна Корея
- ВПС КНДР — знаходиться 100 літаків як винищувачі-бомбардувальники та тренувальні.

## Споріднена модель
- Nanchang Q-5